# Beati monoculi in terra caecorum
La locuzione latina Beati monoculi in terra caecorum (pronuncia: beàti monòculi in tèrra cecòrum) letteralmente significa: "Beati i monòcoli nel paese dei ciechi". Per "monòcolo" si può intendere sia "chi ha un occhio solo" sia, e forse meglio, "chi ci vede da un occhio solo (ossia è cieco da un occhio)".
Lo stesso concetto è espresso dall'adagio di Erasmo da Rotterdam Inter caecos regnat strabus (tra i ciechi regna il guercio), riportato anche nella forma In regione caecorum rex est luscus (nel paese dei ciechi, il guercio è il re), ovvero In terra caecorum monoculus rex (nella terra dei ciechi, il monocolo è re).

## Origine e versioni
Il proverbio è d'origine medievale e si cita per dire che, in un gruppo di persone prive di una data capacità, anche chi la possiede in modo incompleto o insufficiente è dotato di una grande fortuna. Questa frase può avere una duplice interpretazione: in senso positivo, indicando come anche con poco si possa riuscire a emergere se gli altri sono indolenti oppure come si possano ottenere risultati utili dove è più facile ottenerli, e in senso negativo, per sminuire le presunte virtù di un individuo elogiato da chi non è competente.
La duplice interpretazione si può ricollegare a concetti simili espressi da vari autori. Gaio Giulio Cesare, mentre viaggiava tra i villaggi degli Elvezi, ebbe a dire: "Preferisco essere primo qui [un piccolissimo villaggio delle Alpi] che secondo a Roma." Sebbene Roma fosse nella sua epoca la città più potente del mondo antico, e a confronto i villaggi alpini erano politicamente equivalenti ai ciechi, Cesare preferiva questi ultimi laddove poteva esercitarvi il suo potere e avere il primato grazie alle proprie competenze, piuttosto che fare da subalterno a Roma.
In Toscana è diffuso nella forma "nel paese dei ciechi, beato chi ha un occhio!" oppure "nel paese dei ciechi l'orbo è re". Altra traduzione, di probabile origine siciliana è "nel paese dei ciechi, chi ha un occhio solo è re"; a essa è affiancata la versione in napolitano, che recita "‘Mmienz a tanta cecàte, viato a chi tene nu uocchio".
Di questo proverbio latino esiste anche un corrispondente affine in lingua sarda: "Ind una terra de tzurpos, chie est a un'ocru fachet de re" o, nei dialetti meridionali, "Ind una terra de tzurpus, chini est a un ogru fait de rei".

## The Country of the Blind
L'adagio medievale riecheggia anche nel titolo di un racconto dello scrittore britannico H. G. Wells, intitolato Il paese dei ciechi (1904), facente parte della raccolta di storie The Country of the Blind and Other Stories. Vi si descrive una inaccessibile valle andina abitata soltanto da ciechi. Un viaggiatore sperduto che vi si imbatte pensa di diventarne il re sfruttando il vantaggio della propria vista (infatti cita più volte questo proverbio), ma si dovrà presto ricredere.